# Антидурь
«Антиду́рь» — российский комедийный боевик 2007 года.

## Сюжет
Вельмишев и Кошкин, сотрудники группы «Кобра-Антитеррор», участвуют в операции по похищению некоего олигарха. Однако операция завершилась неудачно. Вельмишева и Кошкина увольняют из «Антитеррора» и направляют на работу в Первый спецотдел Госнаркоконтроля, на воротах которого красуется граффити «Антидурь». Однако им приходится воевать с наркобароном Резо и с бандой Загоры.

## В ролях
- Дмитрий Дюжев — Виктор Иванович Вельмишев, оперуполномоченный, майор полиции
- Владимир Турчинский — Владислав Сергеевич Кошкин, сотрудник ГРУ при Генеральном штабе
- Татьяна Догилева — Зинаида Сергеевна Мороз, полковник
- Александр Баширов — Николай Николаевич Раков, эксперт-криминалист по наркотикам
- Мария Сёмкина — Татьяна, инструктор по лечебной физкультуре
- Игорь Миркурбанов — Резо
- Владимир Симонов — «Загора», Олег Сергеевич Загоровский
- Олег Сорокин — «Пима», Владимир Петрович Пименов
- Игорь Яцко — «Лимонка», Леонид
- Олег Шеремет-Доска — охранник в гипермаркете (роль озвучил Дмитрий Филимонов)

## Съёмочная группа
- Продюсеры: Сергей Шумаков, Юрий Сапронов, Андрей Смирнов, Андрей Прокопьев
- Авторы сценария: Владимир Моисеенко, Александр Новотоцкий-Власов
- Режиссёр-постановщик: Владимир Щегольков
- Оператор-постановщик: Арунас Баразнаускас

## Музыка
В фильме использована музыка:
- «Too much» — музыка Н. Добкин, А. Феофанов, слова А. Феофанов
- «Humoristica» — музыка С. Грошев
- «Дельтаплан» — музыка Э. Артемьев, слова Н. Зиновьев
- группа «IQ»
  - «If God Should Know» — музыка А. Воронцов
  - «Indigo» — музыка А. Воронцов
- группа «Юг»
  - «Llanfairpu» — музыка В. Калинин
- группа «White hot ice»
  - «Растаман» — слова и музыка В. Орлов
- группа «Ундервуд»
  - «Бабло победит зло» — музыка и слова В. Ткаченко
- группа «Банда Андрюха»
  - «Антидурь» — музыка и слова И. Подстрелов, В. Панченко

## Рецензии
- Станислав Ф. Ростоцкий. Антидурь. Кайфа не будет. film.ru (7 сентября 2007).
- Станислав Никулин. Антидурь. Киномания (4 сентября 2007).
- Кирилл Алехин. Антидурь ***. Time Out (13 сентября 2007).
- Лидия Маслова. Уложились в трафик // Коммерсантъ С-Петербург. — 2007-12-09.
- Максим Жбанков (7 сентября 2007). «Антидурь» / Вторсырье на вынос. Салідарнасць.